# Drużynowe Mistrzostwa Świata na Żużlu 1974
Drużynowe Mistrzostwa Świata na Żużlu 1974 – piętnasta edycja w historii.

## Eliminacje

### Runda kontynentalna

#### Pierwszy ćwierćfinał
- 9 czerwca 1974 r. (niedziela),  Bopfingen
- Awans do półfinału kontynentalnego: 2 – RFN i Austria

| Miejsce | Kraje      | Suma | Zawodnicy                                                                                  | Pkt.    | Pkt bieg. |
| ------- | ---------- | ---- | ------------------------------------------------------------------------------------------ | ------- | --------- |
| 1       | RFN        | 43   | Josef Angermüller Manfred Poschenrieder Egon Müller Jan Käter rez. Christoph Betzl         | 12 7 ns | b.d       |
| 2       | Austria    | 35   | Josef Bössner Hubert Fischbacher Josef Haider Helmut Schippl rez. Heinz Zimmermann         | 9 8 ns  | b.d       |
| 3       | Jugosławia | 15   | Vlado Kocuvan Josip Francic Stefan Kekec Radovan Toplisek rez. Alojz Vurzer                | 4 3 ns  | b.d       |
| 4       | Włochy     | 3    | Annibale Pretto Francesco Biginato Guiseppe Marzotto Dario Corsarsa rez. Stefano Quacencan | 2 1 0   | b.d       |

#### Drugi ćwierćfinał
- 9 czerwca 1974 r. (niedziela),  Miszkolc
- Awans do półfinału kontynentalnego: 2 – Czechosłowacja i Bułgaria
- Drużyna druga węgierska zastąpiła drużyną rumuńską

| Miejsce | Kraje          | Suma | Zawodnicy                                                             | Pkt.         | Pkt bieg. |
| ------- | -------------- | ---- | --------------------------------------------------------------------- | ------------ | --------- |
| 1       | Węgry          | 41   | János Szöke István Sziraczki János Berki Sándor Csathó brak zawodnika | 12 11 9 –    | b.d       |
| 2       | Czechosłowacja | 37   | Karel Voborník Václav Verner Jan Verner Václav Hejl brak zawodnika    | 11 10 9 7 ns | b.d       |
| 3       | Bułgaria       | 12   | Peter Petkov Petyr Iliew Aleksander Kostov Angel Eftimov              | 5 3 2 –      | b.d       |
| 4       | Węgry B        | 6    | János Üveges Gyula Oszkó László Zahorán János Jakab brak zawodnika    | 2 0 –        | b.d       |

#### Półfinał
- 20 września 1974 r. (sobota),  Abensberg
- Awans do finału kontynentalnego: 2 – RFN i Czechosłowacja

| Miejsce | Kraje          | Suma | Zawodnicy                                                                          | Pkt.     | Pkt bieg. |
| ------- | -------------- | ---- | ---------------------------------------------------------------------------------- | -------- | --------- |
| 1       | RFN            | 39   | Egon Müller Manfred Poschenrieder Christoph Betzl Josef Angermüller rez. Jan Käter | 11 8 3 6 | b.d.      |
| 2       | Czechosłowacja | 34   | Václav Verner Jiří Štancl Milan Špinka Jan Hádek brak zawodnika                    | 9 7 ns   | b.d.      |
| 3       | Austria        | 17   | Josef Haider Hubert Fischbacher Josef Bössner Helmut Schippl brak zawodnika        | 5 4 3 –  | b.d.      |
| 4       | Węgry          | 6    | István Sziraczki János Szöke Sándor Csathó László Domokocs rez. Pál Perényi        | 3 1 0 1  | b.d.      |

#### Finał
- 6 lipca 1974 r. (sobota),  Slaný
- Awans do Finału Światowego: 2 – Związek Radziecki i Polska

| Miejsce | Kraje             | Suma | Zawodnicy                                                                                   | Pkt.      | Pkt bieg. |
| ------- | ----------------- | ---- | ------------------------------------------------------------------------------------------- | --------- | --------- |
| 1       | Związek Radziecki | 38   | Walerij Gordiejew Władimir Gordiejew Grigorij Chłynowski Władimir Zapleczny Anatolij Kuźmin | 12 9 5 3  | b.d       |
| 2       | Polska            | 31   | Zenon Plech Ryszard Fabiszewski Edward Jancarz Jan Mucha brak zawodnika                     | 10 9 6 –  | b.d       |
| 3       | Czechosłowacja    | 19   | Jan Hádek Jan Holub Jan Klokočka Milan Špinka Václav Verner                                 | 5 3       | b.d       |
| 4       | RFN               | 8    | Josef Angermüller Egon Müller Jan Käter Manfred Poschenrieder brak zawodnika                | 4 3 1 0 – | b.d       |

### Runda skandynawska
- 3 czerwca 1974 r. (poniedziałek),  Skien
- Awans do Finału Światowego: 1 – Szwecja

| Miejsce | Kraje     | Suma | Zawodnicy                                                                      | Pkt.        | Pkt bieg. |
| ------- | --------- | ---- | ------------------------------------------------------------------------------ | ----------- | --------- |
| 1       | Szwecja   | 39   | Anders Michanek Christer Löfqvist Bengt Jansson Tommy Johansson brak zawodnika | 12 10 9 8 – | b.d       |
| 2       | Norwegia  | 24   | Edgar Stangeland Öyvind Berg Ulf Lövaas Reidar Eide Dag Lövaas                 | 7 6 4 1     | b.d       |
| 3       | Dania     | 20   | Ole Olsen Nes Nielsen Preben Rosenkilde Leif Berlin Finn Thomsen               | 9 4 3 2     | b.d       |
| 4       | Finlandia | 13   | Matti Olin Pekka Paljakka Reino Santala Veli Pekka Teromaa Kari Vuoristo       | 7 3 2 1 0   | b.d       |

### Runda brytyjska
- 11 sierpnia 1974 r. (niedziela),  Ipswich
- Awans do Finału Światowego: 1 – Anglia

| Miejsce | Kraje         | Suma | Zawodnicy                                                                   | Pkt.        | Pkt bieg. |
| ------- | ------------- | ---- | --------------------------------------------------------------------------- | ----------- | --------- |
| 1       | Anglia        | 41   | John Louis Terry Betts Dave Jessup Peter Collins rez. Ray Wilson            | 12 10 9 ns  | b.d       |
| 2       | Australia     | 31   | Phil Crump Billy Sanders John Boulger Bob Valentine rez. Phil Herne         | 10 9 7 5 ns | b.d       |
| 3       | Szkocja       | 17   | George Hunter Bobby Beaton Jim McMillan Bert Harkins rez. Brian Collins     | 8 6 2 1 0   | b.d       |
| 4       | Nowa Zelandia | 6    | Graeme Stapleton Ronnie Moore Bruce Cribb Dave Gifford rez. Robin Adlington | 3 2 1 0     | b.d       |

## Finał Światowy
- 15 września 1974 r. (niedziela),  Chorzów

| Miejsce | Kraje             | Suma | Zawodnicy                                                                                | Pkt.        | Pkt bieg. |
| ------- | ----------------- | ---- | ---------------------------------------------------------------------------------------- | ----------- | --------- |
| 1       | Anglia            | 42   | Peter Collins John Louis Dave Jessup Malcolm Simmons rez. Ray Wilson                     | 12 10 8 ns  | b.d       |
| 2       | Szwecja           | 31   | Sören Sjösten Anders Michanek Tommy Jansson Christer Löfqvist rez. Tommy Johansson       | 10 9 7 5 ns | b.d       |
| 3       | Polska            | 13   | Jan Mucha Zenon Plech Andrzej Jurczyński Jerzy Szczakiel rez. Andrzej Tkocz              | 4 3 2 0     | b.d       |
| 4       | Związek Radziecki | 10   | Michaił Krasnow Walerij Gordiejew Wiktor Kałmykow Anatolij Kuźmin rez. Michaił Starostin | 5 4 1 0 ns  | b.d       |

## Tabela końcowa
| Miejsce | Kraj              |
| 1       | Anglia            |
| 2       | Szwecja           |
| 3       | Polska            |
| 4       | Związek Radziecki |
| 5       | Norwegia          |
|         | Australia         |
| 7       | Czechosłowacja    |
|         | Szkocja           |
|         | Dania             |
| 10      | RFN               |
|         | Finlandia         |
|         | Nowa Zelandia     |
| 13      | Austria           |
|         | Bułgaria          |
| 15      | Węgry             |